# Michael Christian Ludvig Ferdinand Tønder
Michael Christian Ludvig Ferdinand Tønder (25. oktober 1692 på Næs ved Christiania – 2. januar 1755) var en dansk-norsk søofficer.

## Karriere
Han var søn af kaptajn Jørgen Andreasen Tønder (død 1698) og Martha Olsdatter f. Pharo (d. 1740), blev kadet 1709, sekondløjtnant 1714, premierløjtnant 1715, kaptajnløjtnant 1716, kaptajn 1719, kommandørkaptajn 1732, kommandør 1744, schoutbynacht 1749 og viceadmiral 1752.
Ved Sehesteds angreb 1715 på den svenske flotille ved Stralsund var Tønder 22. juni i kamp med de fjendtlige bombarderer og under forsøget på at entre en af disse mistede han sit højre ben; han forblev dog i tjenesten og ansattes året efter ved den norske eskadre under Tordenskiold; med denne deltog han 8. juli 1716 som chef for galejen Prins Christian i angrebet på den svenske transportflåde i Dynekilen; han erobrede her galejen Lucretia, bemægtigede sig et landbatteri og bidrog ved sit glimrende mod i væsentlig grad til slagets heldige udfald. 1717 var han som chef for fregatten Mynden i Østersøen under admiral Peter Raben, 1718 ledsagede han med fregatten Stralsund Tordenskiold på dennes troppetransporter til Norge; 1719 havde han samme kommando; med Tordenskiold foretog han først en rekognoscering til Karlskrona, på hvilken han erobrede en svensk kaper; derefter deltog han i angrebet på Marstrand, hvorunder han havde station ved Båhuselven, og senere i august i angrebet på Ny Elfsborg. Fra 1720-26 var Tønder derefter vagtskibschef i Storebælt; 1730 førte han linjeskibet Varberg for Ostindisk Kompagni til Kina, 1733 og 1735 berejste han Jylland som inspicerende Officer for indrulleringen, 1734 førte han linjeskibet Oldenborg paa togt til Elben i anledning af stridighederne med Hamborg, 1736 var han atter med samme skib, denne gang paa en Besejlingstur, 1743 førte han linjeskibet Norske Løve og 1749 linjeskibet Oldenborg i eskadre. 1748 blev Tønder kommitteret i Tovværkskommissionen. Som schoutbynacht og viceadmiral kom han ikke i aktiv virksomhed; han døde 2. januar 1755.

## Familie
Tønder blev gift 1. gang den 27. september 1740 i Udesundby Præstegård med Mette Marie Rahbek, som døde allerede den 27. april 1744. Tønder blev gift for anden gang med Sophie Elisabeth Benzon, født i København 11. juni 1706 som datter af renteskriver Peder Benzon og hustru Elisabeth. Hun var først gift med schoutbynacht Henrich Suhm, som var død i 1744. Selv døde hun den 2. sepember 1769. Tønder fik ingen børn.
Viceadmiral Tønder blev bisat i Holmens Kirkes kapel, ligkammer nr. 35 den 11. januar 1755. Hans enke, født Sophie Elisabeth Benzon, blev bisat i samme gravkapel den 12. September 1769. Ligkapellet ved siden af, nr. 34, var med skøde af 16. marts 1710 købt af gehejmeråd Niels Benzons arvinger på 100 år .
I 1874 opdagede kirkeinspektionen for Holmens Kirke, at ingen afgifter var blevet betalt for ligkammeret i lange tider, og den lod derfor blandt andet i Tillæg til den Berlingske politiske og Avertissements-Tidende nr. 165 for mandag den 20. juli 1874 indrykke følgende særskilte bekendtgørelse: "Da de Lig, som henstaae i Holmens Kirkes Capel i de til Kirken for længst hjemfaldne Begravelser i Ligkamrene Nr. 1, 34 og 35, nu ønskes udtagne og begravede paa Kirkegaarden, opfordres herved de Afdødes Slægtninger, som muligen selv vilde besørge Ligenes Flytning, til inden 6 Uger fra Dato at anmelde Saadant for undertegnede Kirkeinspection. Kirkeinspectionen for Holmens Kirke, den 7. Juli 1874."
Men ingen slægtninge gav lyd fra sig, og Tønders lig blev fjernet fra sit ligkammer. Liget kan imidlertid ikke være blevet begravet på Holmens Kirkegård på Østerbro, for det er ikke er nævnt i kirkegårdens protokoller. Måske blev han 1874 begravet på det lille stykke kirkegård umiddelbart rundt om Holmens Kirke.